# Crassispira callosa
Crassispira callosa é uma espécie de gastrópode do gênero Crassispira, pertencente à família Pseudomelatomidae.